# فیات جی.۹۱ وای

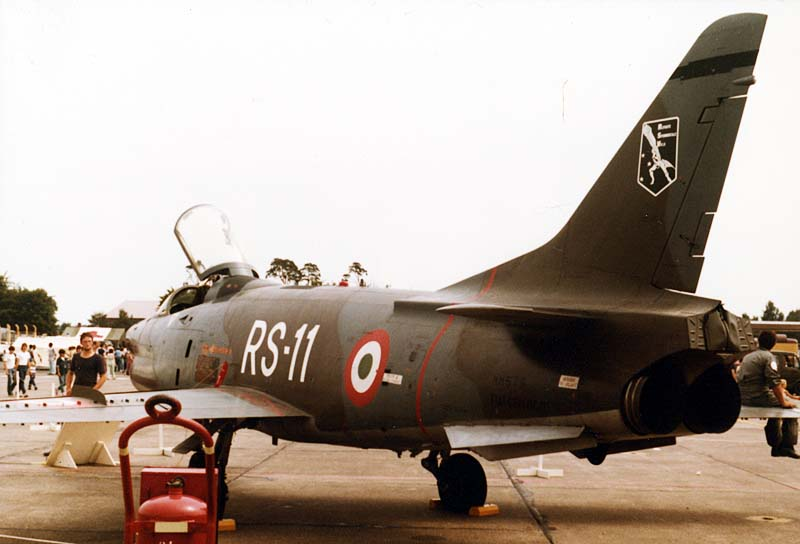
یک فروند فیات جی. ۹۱ وای در پایگاه هوایی رامشتاین در سال ۱۹۸۶

فیات (بعداً آئریتالیا) جی-۹۱ وای یک هواپیمای تهاجمی و شناسایی ساخت ایتالیا بود که برای اولین بار در سال ۱۹۶۶ به پرواز درآمد. اگرچه این هواپیما شبیه هواپیمای قبلی خود، فیات جی.۹۱ بود، اما در واقع دارای یک طراحی مجدد کامل بود، یک تفاوت عمده در این بود که به یک پیکربندی جدید دو موتوره مجهز شده بود که جایگزین طراحی تک موتوره در مدل اصلی شده بود.

## طراحی و توسعه
جی. ۹۱ وای یک نسخه با عملکرد افزایش یافته از جنگنده فیات جی.۹۱ بود که تولید آن توسط دولت ایتالیا تأمین مالی می‌شد. این هواپیما بر اساس طراحی نسخه آموزشی جی. ۹۱ تی بهبود یافته و تولید شد، موتور توربوجت بریستول اورفوس این هواپیما با دو توربوجت دارای پس سوز جنرال الکتریک جی۸۵ جایگزین شد که نیروی رانش را ۶۰ درصد نسبت به نوع تک موتوره افزایش داد. تغییرات ساختاری برای کاهش وزن بدنه هواپیما باعث افزایش عملکرد بیشتر شد و یک مخزن سوخت اضافی که در فضای صندلی عقب جی. ۹۱ تی قرارگرفت، که برد بیشتری را برای هواپیمای جدید فراهم نمود. قدرت مانور رزمی آن نیز با افزودن سیستم هوازه خودکار بهبود یافت.
تجهیزات اویونیک جی. ۹۱ وای با بسیاری از سیستم‌های آمریکایی، بریتانیایی و کانادایی که تحت امتیاز در ایتالیا تولید می‌شدند، به‌طور قابل‌توجهی ارتقا یافتند.
آزمایش پرواز سه هواپیمای پیش تولید موفقیت‌آمیز بود و یک هواپیما به حداکثر سرعت ۰٫۹۸ماخ دست یافت. ارتعاشات بدنه هواپیما مورد توجه قرار گرفته و متعاقباً در هواپیماهای تولیدی با کمی بالا بردن موقعیت باله افقی عقب اصلاح گردید.

### تولید
سفارش اولیه ۵۵ هواپیما برای نیروی هوایی ایتالیا توسط فیات در مارس ۱۹۷۱ تکمیل شد و از آن زمان این شرکت نام خود را به آئرایتالیا تغییر داد (از سال ۱۹۶۹، زمانی که فیات آویاتسیونه با آیرفر ادغام شدند. سفارش به ۷۵ فروند افزایش یافت و در نهایت ۶۷ فروند تحویل شد. در واقع، فرایند توسعه جی. ۹۱ وای جدید بسیار طولانی بود و اولین سفارش برای حدود ۲۰ سفارش اولیه پیش از تولید انبوه بود که به بعداً دو نمونه اولیه تولید شدند. اولین پیش سری «یانکی» (نام مستعار هواپیمای جدید) در ژوئیه ۱۹۶۸ پرواز نمود.
نیروی هوایی ایتالیااین هواپیما را در طی دو دسته سفارش داد. ۳۵ فروند و سپس ۲۰ فروند که البته به ۱۰ فروند کاهش یافتند. آخرین فروند در اواسط ۱۹۷۶ تحویل داده شد که با احتساب ۲۰ فروند سفارش اولیه و ۴۵ فروند سفارش داده شده، جمعاً ۶۵ فروند هواپیما و دو نمونه اولیه تولید شدند. این هواپیما موفق به اخذ هیج سفارشی برای صادرات نشد.
این هواپیماها از سال ۱۹۷۰ در گروپو °۱۰۱/استورمو °۸ (چرویا/سن جورجو) خدمت کردند، و بعداً، از سال ۱۹۷۴، وارد خدمت گروپو °۱۳/استورمو °۳۲
بریندیزی نیز شدند. گروپو (ایتالیایی: Gruppo) (معادل ایتالیایی « اسکادران» بریتانیایی که معمولاً به ۱۸ هواپیما مجهز است)، این واحدهای فیات جی. ۹۱ وای تا اوایل دهه ۹۰ دوام آوردند، به عنوان تنها واحدهایی که به هواپیماهایی که به «یانکی» مجهز بوده و از آنها برای ماموریت‌های تهاجمی/شناسایی، بر روی زمین و دریا استفاده می‌کردند. تهایتا این واحدها فیات جی. ۹۱ وای را با جنگنده ای ام ایکس جایگزین نمودند.

## گونه‌ها
- جی. ۹۱ وای نمونه آزمایشی و هواپیماهای تولیدی.
- جی. ۹۱ وای تی پروژه هواپیمای آموزشی و دارای دو سرنشین.[۴]
- جی. ۹۱ وای اس نمونه اولیه برای ارزیابی توسط سوئیس با سیستم‌های اویونیک پیشرفته و جایگاه‌های تسلیحات اضافی برای حمل موشک  هوا به هوا اِی آی ام-۹ سایدوایندر، اولین پرواز در ۱۶ اکتیر ۱۹۷۰.[۴][۵]

## کاربران
ایتالیا

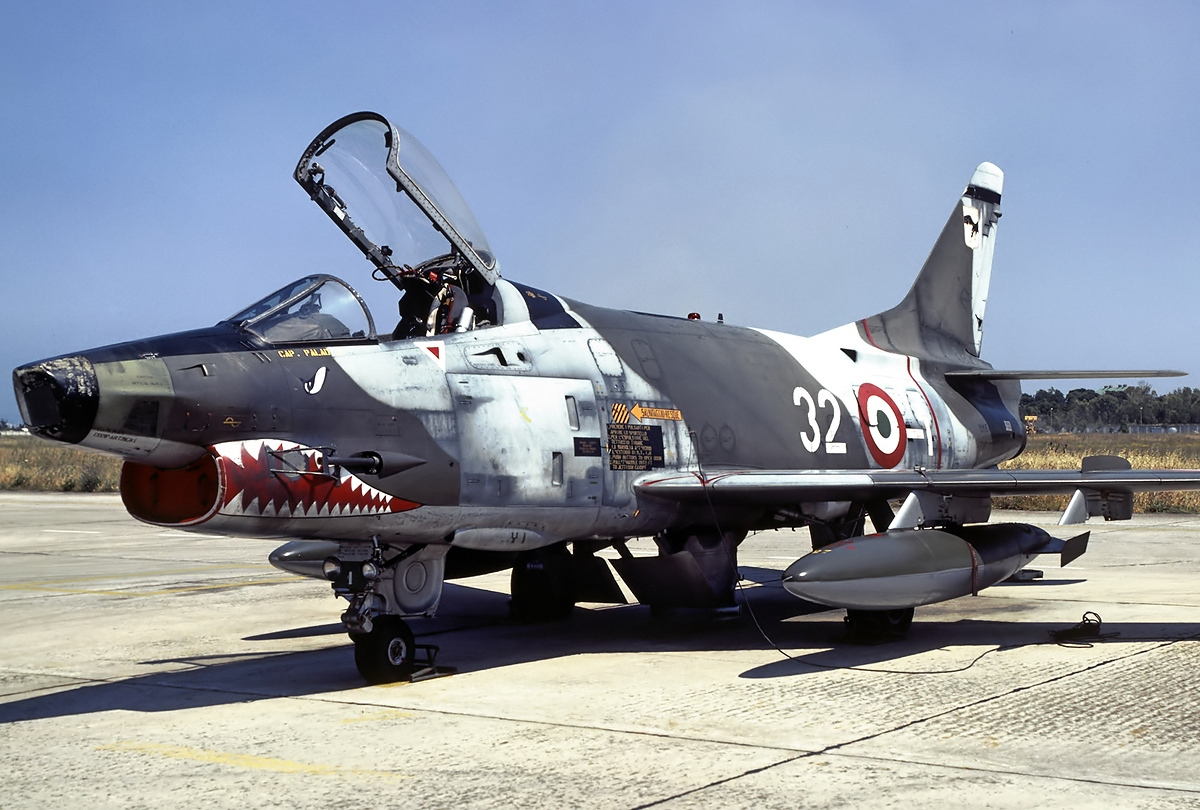
یک فروند فیات جی. ۹۱ وای از ناوگان نیروی هوایی ایتالیا

- نیروی هوایی ایتالیا ۶۵ فروند فیات جی. ۹۱ وای را تا سال ۱۹۹۴ در خدمت داشت.

## هواپیماهای باقی مانده
- یک فیات جی. ۹۱ وای در موزه نیروی هوایی ایتالیا در وینیا دی واله حفظ شده و در معرض دید عموم قرار گرفته است.[۶]
- یک فروند فیات جی. ۹۱ وای در سر در دبیرستان آنتونیو لوکاتِلی در برگامو نصب شده است.[۷]

## مشخصات (جی. ۹۱ وای)

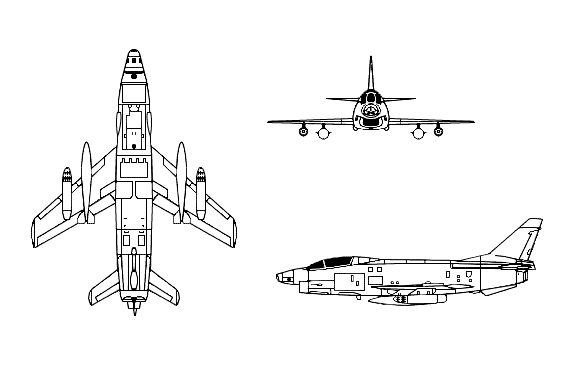
طرح سه نمای جنگنده فیات جی. ۹۱ وای

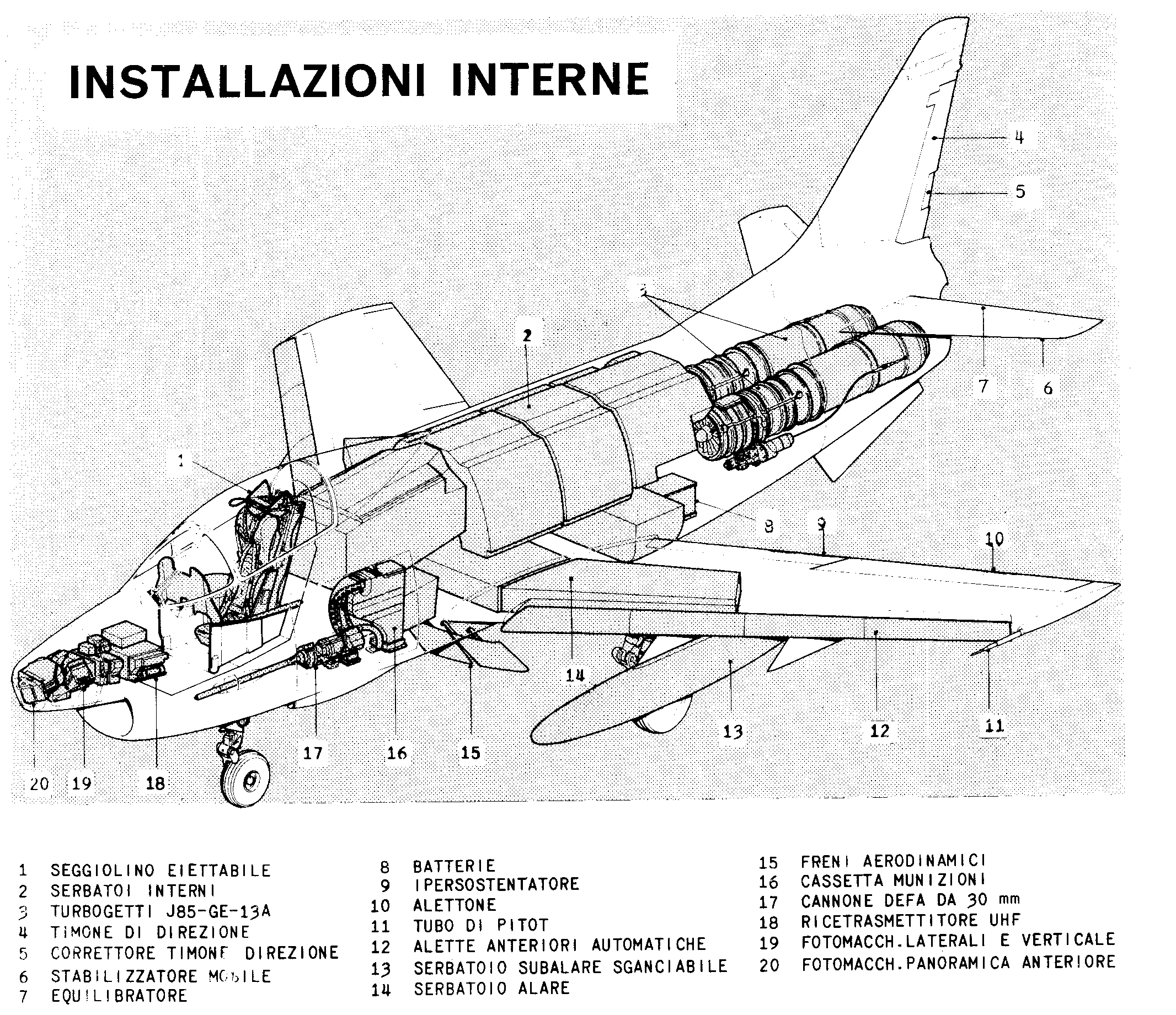
اجزای داخلی جنگنده فیات جی. ۹۱ وای

داده‌ها از The Observer's Book of Aircraft.
ویژگی‌های عمومی
- خدمه: ۱
- طول: ۱۱٫۶۷ متر (۳۸ فوت ۳ اینچ)
- پهنای بال: ۹٫۰۱ متر (۲۹ فوت ۷ اینچ)
- ارتفاع: ۴٫۴۳ متر (۱۴ فوت ۶ اینچ)
- مساحت بال‌ها: ۱۸٫۱۳ متر مربع (۱۹۵٫۱ فوت مربع)
- ایرفویل: root: NACA 65A112; tip: NACA 65A111[۸]
- وزن خالی: ۳٬۹۰۰ کیلوگرم (۸٬۵۹۸ پوند)
- وزن ناخالص: ۷٬۸۰۰ کیلوگرم (۱۷٬۱۹۶ پوند)
- بیشترین وزن برخاست: ۸٬۷۰۰ کیلوگرم (۱۹٬۱۸۰ پوند) حداکثر بار اضافه
- پیشرانه: ۲ عدد موتور توربوجت جنرال الکتریک جی۸۵-جی ئی-۱۳ای, ۱۲٫۱۲ کیلونیوتن (۲٬۷۲۵ پوند-نیرو) thrust  در هر موتور dry, ۱۸٫۱۵ کیلونیوتن (۴٬۰۸۰ پوند-نیرو) با پس‌سوز

عملکرد
- حداکثر سرعت: ۱٬۱۱۰ کیلومتر بر ساعت (۶۹۰ مایل بر ساعت، ۶۰۰ گره) در سطح دریا
- حداکثر سرعت: ۰٫۹۵ در ۱۰٬۰۰۰ متری (۳۲٬۸۰۰ فوت) ماخ
- سرعت کروز: ۶۳۰ کیلومتر بر ساعت (۳۹۰ مایل بر ساعت، ۳۴۰ گره)
- بُرد معبر: ۳٬۴۰۰ کیلومتر (۲٬۱۰۰ مایل، ۱٬۸۰۰ مایل دریایی) با مخازن سوخت خارجی
- حداکثر ارتفاع: ۱۲٬۵۰۰ متر (۴۱٬۰۰۰ فوت)
- نرخ صعود: ۸۶ متر بر ثانیه (۱۷٬۰۰۰ فوت بر دقیقه)
- بارگیری بال: ۴۸۰ کیلوگرم بر متر مربع (۹۸ پوند بر فوت مربع)
- نیرو/وزن: ۰٫۴۳

تسلیحات

- اسلحه‌ها: ۲ قبضه توپ۳۰ میلی‌متری (۱٫۱۸ اینچی) دِفا
- آویزگاه‌های حمل سلاح: ۴ جایگاه تسلیحات در زیر بالها با ظرفیت ۱٬۸۱۴ کیلوگرم (۴٬۰۰۰ پوند)